# Mansueto de Milán
Mansueto de Milán fue el cuadragésimo obispo de Milán, en el año 679 convocó un concilio provincial para discutir sobre la cuestión monotelita.  En nombre de los obispos presentes envió una carta sinodal a Constantino IV. Pogonato contra el monotelismo. La fecha de su muerte es incierta, Su culto y su fama es posterior al siglo XIII
Con ocasión del VI Concilio ecuménico (681-682), el III de Constantinopla, que habría de discutir y condenar el monotelismo, fueron invitados también obispos occidentales, Mansueto, arzobispo de Milán, que había puesto fin al exilio de Génova de la Iglesia milanesa, reunió un concilio con su clero y sus sufragáneos para responder a la invitación del emperador Constantino IV.  Con la ocasión del concilio, Damián, que todavía no era obispo de la Iglesia de Pavía, y después sería llamado Manuseto de Milán, redactó en griego la carta al emperador y una profesión de fe, aunque se han conservado en latín. Pablo Diácono escribe: «En esta ocasión, Damián, obispo de la Iglesia de Ticino, compuso con tal motivo en nombre de Mansueto, arzobispo de Milán, una epístola muy útil y de recta doctrina, que aporto una notable contribución al sínodo». Pablo, en el texto, usa el título con el que Damián, de origen y formación griegos, será conocido posteriormente. 
El emperador Constantino es alabado en la carta del arzobispo de Milán por su obra e invitado a imitar a Constantino I y a Teodosio; se proclama la fidelidad a los cinco primeros concilios ecuménicos y se alaba la ortodoxia de los reyes Iongobardos. A ella se añade una amplia profesión de fe trinitaria y cristológica. Los dos textos junto con la synodica del papa Agatón fueron aceptados por el concilio, constituyendo la base de las decisiones conciliares.